# L'altra bandiera
L'altra bandiera (Operation Secret) è un film del 1952 diretto da Lewis Seiler.
È un film di guerra a sfondo spionistico statunitense con Cornel Wilde, Steve Cochran, Phyllis Thaxter e Karl Malden.

## Produzione
Il film, diretto da Lewis Seiler su una sceneggiatura di Harold Medford e James R. Webb, fu prodotto da Henry Blanke per la Warner Bros. e girato da inizio marzo alla fine di aprile del 1952. I titoli di lavorazione furono  Top Secret e  Danger Forward.

## Distribuzione
Il film fu distribuito con il titolo Operation Secret negli Stati Uniti dall'8 novembre 1952 (première a New York il 5 novembre 1952) al cinema dalla Warner Bros.
Altre distribuzioni:
- in Svezia il 23 febbraio 1953 (Storspionage)
- in Finlandia il 13 marzo 1953 (Vastavakoilu iskee)
- in Danimarca il 12 agosto 1953
- in Turchia nel novembre del 1953 (Gizli vazife)
- in Portogallo l'11 marzo 1954
- in Giappone il 22 giugno 1954
- in Germania Ovest il 25 settembre 1959 (Der tote Zeuge)
- in Austria nell'ottobre del 1959 (Der tote Zeuge)
- in Finlandia il 15 maggio 1964 (redistribuzione)
- in Brasile (Um Segredo em Cada Sombra)
- in Italia (Altra bandiera)
- in Grecia (Epiheirisis X.)
- in Spagna (Guantes grises)
- in Belgio (Opération 'secret')
- in Cile (Secreto cumbre)

## Promozione
La tagline è "A secret hunt for the man of mystery four nations had to find!".